# Strojírna Ch. Linser
Strojírna Ch. Linser (též tzv. Linserka) byla firma sídlící v Liberci vyrábějící strojírenská zařízení, později také bicykly a motocykly, a po krátkou dobu také automobily. 

## Historie
Christian Linser, který do Liberce (německy Reichenberg) přišel z rodného Tyrolska, ve městě roku 1858 založil vlastní dílnu na měděné a další kovové zboží. Firma v následujících letech, v době probíhající průmyslové revoluce nadále rostla a posléze byla přeměněna v továrnu umístěnou v někdejším areálu tkalcovny sukna Gottfrieda Tannera v pozdější liberecké Barvířské ulici. V roce 1878 zde byla zahájena výroba parních a vodovodních armatur, byla rozšířena dříve provozovaná výroba hasičských stříkaček a k tomuto účelu bylo zdokonaleno zázemí slévárny a soustružny. Mj. firma vyráběla také různé textilní stroje či stroje na barvení textilu, papírenské stroje či kotle a vytápěcí systémy. Roku 1896 do firmy přistoupil syn majitele Rudolf Linser. V roce 1898 továrna zaměstnávala okolo 80 lidí.
Kolem roku 1900 začala továrna Linser také s výrobou jízdních kol a v roce 1902 s výrobou motocyklů, které zpočátku nesly značku Zeus. Když roce 1906 přibyl v nabídce firmy také vlastní typ automobilu, byla pro všechna formou vyráběná motorová vozidla zavedena značka Linser. Výroba automobilů následně skončila již v roce 1908 poté, co se sériová výroba ukázala jako nekonkurenceschopná. Licenci a dokumentaci k výrobě automobilu Linser posléze odkoupila nově založená liberecká automobilka Reichenberger Automobil Fabrik (RAF) libereckého podnikatele Theodora Liebiega a nadále pak vyráběla vozy pod značkou RAF. Výroba motocyklů Linser potom skončila mezi lety 1910 a 1912 a výroba jízdních kol roku 1912. V letech 1908 až 1913 se v továrně vyráběly díly pro vozidla liberecké RAF a Laurin & Klement z asi 50 km vzdálené Mladé Boleslavi. 
Společnost existovala do roku 1934 a poté, co prodělala bankrot (patrně s přičiněním Velké hospodářské krize), ji převzata společnost Winter & Co, slévárnu potom firma Appelt. Nejpozději od 2. poloviny 20. století pak stavby továrny chátraly.
V roce 2021 byl zveřejněn záměr města Liberec přebudovat poslední pozůstalý objekt Linserovy strojírny na kreativní centrum.

## Automobily

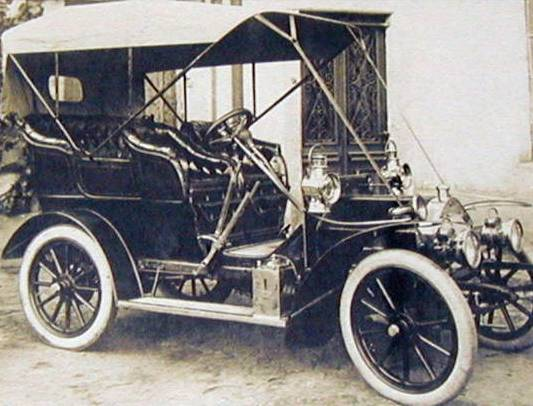
Automobil Linser z roku 1906

V březnu 1906 byl na 6. mezinárodním autosalonu ve Vídni představen první automobil značky. Poháněn byl vodou chlazeným čtyřválcovým čtyřtaktním motorem se zdvihovým objemem 1640 cm³ o výkonu 12 koní (HP).  Výkon byl z motoru uloženého v přední části vozu přenášen na zadní nápravu buď pomocí řetězů či kardanovým převodem. Převodovka měla tři stupně vpřed a jeden vzad. Většina vozidel byla vyrobena otevřená dvou-, tří- a čtyřmístná, ale vzniklo i několik uzavřených karoserií. 